# Mozgásrehabilitáció
Rehabilitáció olyan célzott tevékenység, ami a veleszületett vagy betegség, baleset következtében szerzett tartós károsodással rendelkező embert segít a családba, a társadalomba beilleszkedni, visszailleszkedni, illetve javítani életminőségét, hogy elfoglalhassa helyét a közösségben. Ennek egyik fajtája a mozgásrehabilitáció.

## Általános célja
- A veleszületett, vagy sérülésből származó károsodás csökkentése.
- Az optimális működési szint elérésének segítése.
- Elősegíteni a teljes életvitel, jobb életvitel, a jó életminőség kialakítását.

## A károsodástól függő célok
- a zavart szenvedett szerv, szervrendszer, testrész, testtáj funkciójának helyreállítása
- a fájdalom csökkentése, pl: ízületi kopások
- a mozgáskorlátozottság megszüntetése, mérséklése
- az izomerő javítása
- az izomegyensúly zavarainak leküzdése, csökkentése
- helytelen mozgásfolyamatok korrigálása
- szív- és keringésműködés javítása
- helyes légzéstechnika megtanítása

## Mozgásrehabilitációs módszerek
A mozgásrehabilitáció során alkalmazott módszereket mindig az előzetes orvosi vizsgálatok eredménye alapján, szakorvos által kerülnek meghatározásra.

## A mozgásrehabilitáció során fejleszthető területek
- beszédközpont
- idegrendszer
- mozgás
- taktilis terület
- testkép, testséma, lateralitás és ritmus érzékelés